# Max Catto
Pour les articles homonymes, voir Catto.
Max Catto, né Maxwell Jeffrey Catto le 29 juillet 1907 à Manchester, dans la région de l'Angleterre du Nord-Ouest, et mort le 12 mars 1992, est un écrivain, dramaturge et scénariste britannique.

## Biographie
Max Catto naît à Manchester en 1907. Diplômé de l'université de Manchester, il commence à écrire à la fin des années 1930 des romans d'aventures, des histoires policières et des pièces de théâtre et ce pendant plus de quarante ans sous son nom et sous le pseudonyme de Simon Kent. Pendant la Seconde Guerre mondiale, il s'engage dans la Royal Air Force avant de reprendre sa carrière littéraire.
Plusieurs de ses œuvres sont adaptés au cinéma, par ses soins ou par des tiers, donnant lieu à treize adaptations, dont la comédie dramatique Trapèze (Trapeze) de Carol Reed, avec Burt Lancaster, Tony Curtis et Gina Lollobrigida, les films d'aventures L'Enfer des tropiques (Fire Down Bellow) de Robert Parrish, avec Rita Hayworth, Robert Mitchum et Jack Lemmon, Visa pour Hong Kong (Ferry to Hong Kong) de Lewis Gilbert, avec Curd Jürgens, Orson Welles et Sylvia Syms, Mister Moses de Ronald Neame, avec Robert Mitchum et Carroll Baker, La Guerre de Murphy (Murphy's War) de Peter Yates, avec Peter O'Toole, Siân Phillips et Philippe Noiret, ainsi que le film noir Les Sept Voleurs (Seven Thieves) d'Henry Hathaway, avec Edward G. Robinson, Rod Steiger, Joan Collins et Eli Wallach. Il signe également seul, en 1951, le scénario de la comédie Take Me to Paris de Jack Raymond et écrit, en 1954, en collaboration avec Jack Whittingham celui du film d’aventures À l'ouest de Zanzibar (West of Zanzibar) d'Harry Watt.
En langue française, il compte une unique traduction. Après son adaptation au cinéma en 1956, le roman The Killing Frost, publié en 1950, est traduit sous le titre Trois trapézistes par la maison d'éditions Robert Laffont, l'année de la sortie du film et repris l'année suivante par Marabout dans sa collection du même nom.
Il meurt en 1992 à l'âge de 84 ans.

## Œuvre

### Romans

#### Sous le nom de Max Catto
- River Junk (1937)
- The Hairy Man (1939)
- Ginger Charley (1939)
- The Flanagan Boy (1949)
- The Killing Frost (1950) Publié en français sous le titre Trois trapézistes ou Le Disque qui tue, traduction de Jean Séverin, Paris, Éditions Robert Laffont, 1956, réédition Verviers, Marabout, coll. « Marabout » no 195, 1957
- The Sickle (1952)
- The Mummers (1953)
- A Prize of Gold (1953)
- Gold In The Sky (1956)
- The Devil at Four O'Clock (1958)
- The Melody Of Sex (1959)
- Mister Moses (1961)
- D-Day In Paradise (1963)
- The Tiger In The Bed (1963)
- I Have Friends In Heaven (1965)
- Love From Venus (1965)
- Bird On The Wing (1966)
- The Banana Men (1967)
- Murphy's War (1969)
- King Oil (1970)
- The Fattest Bank In New Orleans (1971)
- Sam Casanova (1973)
- Mister Midas (1976)
- The Empty Tiger (1977)

#### Sous le pseudonyme de Simon Kent
- Fleur-de-Lys Court (1950)
- For The Love Of Doc (1951)
- A Hill in Korea (1953)
- Fire Down Below (1954)
- Ferry to Hong Kong (1957)
- The Lions At The Kill (1959)
- Charlie Gallagher My Love! (1960)

### Pièces de théâtre
- Green Waters (1936)
- They Walk Alone (1939)

## Filmographie

### Comme auteur adapté
- 1948 : Daughter of Darkness, film britannique réalisé par Lance Comfort, d'après le roman Daughter of Darkness, avec Anne Crawford, Maxwell Reed (en) et Siobhan McKenna
- 1953 : The Flanagan Boy, film britannique réalisé par Reginald Le Borg, d'après le roman The Flanagan Boy, avec Barbara Payton, Frederick Valk (en) et Tony Wright
- 1955 : Hold-up en plein ciel (A Prize of Gold), film américain réalisé par Mark Robson, d'après le roman A Prize of Gold, avec Richard Widmark, Mai Zetterling, Nigel Patrick, George Cole et Donald Wolfit
- 1956 : Trapèze (Trapeze), film américain réalisé par Carol Reed, d'après le roman Trois trapézistes (The Killing Frost), avec Burt Lancaster, Tony Curtis et Gina Lollobrigida
- 1956 : Commando en Corée (A Hill in Korea), film britannique réalisé par Julian Amyes, d'après le roman A Hill in Korea, avec George Baker, Harry Andrews, Stanley Baker, Robert Shaw et Stephen Boyd
- 1957 : L'Enfer des tropiques (Fire down bellow), film américain réalisé par Robert Parrish, d'après le roman Fire Down Below, avec Rita Hayworth, Robert Mitchum et Jack Lemmon
- 1959 : Visa pour Hong Kong (Ferry to Hong Kong), film britannique réalisé par Lewis Gilbert, d'après le roman Ferry to Hong Kong, avec Curd Jürgens, Orson Welles et Sylvia Syms
- 1960 : Les Sept Voleurs (Seven Thieves), film américain réalisé par Henry Hathaway, d'après le roman Seven Thieves, avec Edward G. Robinson, Rod Steiger, Joan Collins et Eli Wallach
- 1961 : Le Diable à 4 heures (The Devil at Four O'Clock), film américain réalisé par Mervyn LeRoy, d'après le roman The Devil at Four O'Clock, avec Spencer Tracy, Frank Sinatra et Kerwin Mathews
- 1965 : L'Aventurier du Kenya (Mister Moses), film américain réalisé par Ronald Neame, d'après le roman Mister Moses, avec Robert Mitchum et Carroll Baker
- 1971 : La Guerre de Murphy (Murphy's War), film américain réalisé par Peter Yates, d'après le roman Murphy's War, avec Peter O'Toole, Siân Phillips et Philippe Noiret

### Comme scénariste
- 1951 : Take Me to Paris, film britannique réalisé par Jack Raymond, avec Albert Modley (en) et Bruce Seton (en)
- 1954 : À l'ouest de Zanzibar (West of Zanzibar), film britannique réalisé par Harry Watt, avec Anthony Steel et Sheila Sim